# 默兹河畔布兰维尔
默兹河畔布兰维尔（法語：Brainville-sur-Meuse，法語發音：[bʁɛ̃vil syʁ møz]）是法国上马恩省的一个市镇，位于该省东部，属于肖蒙区。

## 地理
默兹河畔布兰维尔（48°10'41"N, 5°35'8"E）面积5.93 平方千米，位于法国大東部大區上马恩省，该省份为法国东北部内陆省份，北起马恩省和默兹省，西接奥布省，西南接科多尔省，东南接上索恩省，东临孚日省。
与默兹河畔布兰维尔接壤的市镇（或旧市镇、城区）包括：格拉菲尼舍曼、阿库尔、默兹河畔马兰库尔、圣玛丽堡、默兹河和穆宗河间布尔蒙。

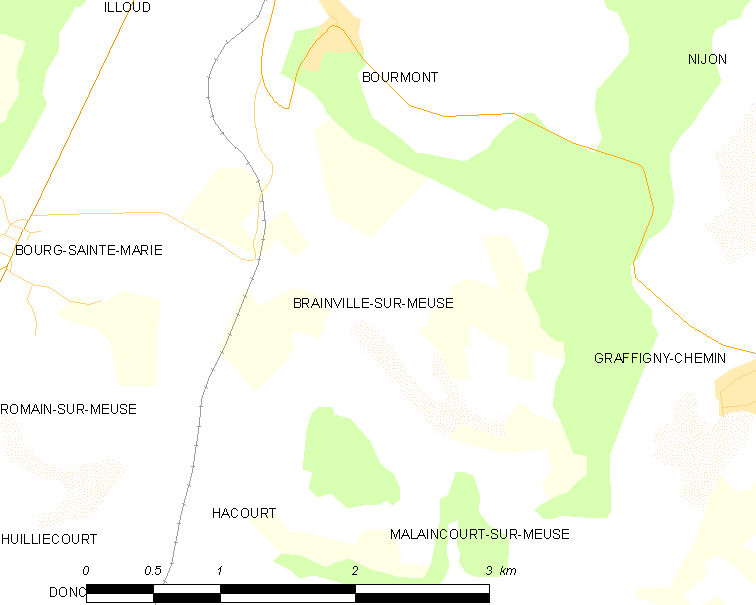
默兹河畔布兰维尔的OSM定位图

默兹河畔布兰维尔的时区为UTC+01:00、UTC+02:00（夏令时）。

## 行政
默兹河畔布兰维尔的邮政编码为52150，INSEE市镇编码为52067。

## 政治
默兹河畔布兰维尔所属的省级选区为普瓦松县。

## 人口

1962-2008年间默兹河畔布兰维尔人口变化图示

默兹河畔布兰维尔于2022年1月1日时的人口数量为69人。